# Nashwan al-Himyari
Nashwan ibn Sa'id al-Himyari (em árabe: نشوان ابن سعيد الحميري) foi um teólogo, juiz, filólogo, poeta e historiador iemenita.
Ele era membro de uma família nobre iemenita de Uawt, perto de Sanaa. Ele aderiu aos pontos de vista de Zaydi e Mu'tazili. Escreveu um comentário do Alcorão e compilou várias obras sobre temas teológicos, filológicos, históricos e outros.

## Livros
- Shams al-'ulum wa-dawa 'kalam al-'Arab min al-kulum (O sol da sabedoria e remédio para as lesões da língua árabe).[1][2]
- al-Tabsirah fi al-Deen lilmubsireen, fi al-Rad ala al-ḍalamt al-munkreen.[3]
- Kitāb at-Tibyān. (Livro de comentários do Alcorão)